# Gigantiopini
Gigantiopini – plemię mrówek z podrodziny Formicinae.
Mrówki te mają długi, podłużnie żeberkowany nadustek, niesięgający ku tyłowi między panewki czułków. Ich żuwaczki mają po 10 ząbków, z których trzeci licząc od wierzchołka jest zredukowany. Bardzo duże oczy sięgają od tylnej krawędzi nadustka po potylicę, a ich krawędzie wewnętrzne są proste lub najwyżej nieco wypukłe. Występują również przyoczka. Czułki są złożone z 12 członów u samic i z 13 u samców. Przetchlinki zatułowia i pozatułowia położone są bocznie, a te ostatnie mają kształt eliptyczny. Brzuszna krawędź pomostka ma w przekroju poprzecznym kształt litery V. 
Takson monotypowy, obejmuje tylko rodzaj Gigantiops Roger, 1863 z jednym gatunkiem: Gigantiops destructor.